# Jean Hénaff
Pour les articles homonymes, voir Jean Hénaff SA.
Jean Hénaff, né le 30 janvier 1859 à Pouldreuzic et mort le 26 novembre 1942 dans la même commune, est un agriculteur et industriel breton, fondateur de la société Jean Hénaff. Produisant au départ des boîtes de conserves de légumes, l'idée de mettre dans les boîtes du pâté de porc est un succès. Avec l'élaboration d'une recette de qualité, intégrant toutes les parties du cochon, le pâté Hénaff est devenu chef de file du marché des conserves de pâtés en France et la renommée de la maison familiale a dépassé les frontières[réf. nécessaire]. Soucieux du développement de son territoire[Quoi ?], Jean Hénaff s'engage dans la politique.

## Biographie

### Un paysan bigouden prochedes gens[Lesquels?]
Jean Hénaff naît le 30 janvier 1859 dans l'ancienne ferme de Pendreff-Izella à Pouldreuzic. Ses parents, Jean Le Hénaff et Marie Le Bec, sont des paysans plutôt aisés pour l'époque, lui permettant de suivre des études, ce qui n’est alors pas très courant. Il entre donc au Collège Sainte-Marie Le Likès, à Quimper. En 1875, Jean Hénaff est diplômé et reçoit des mains du préfet du Finistère le Premier prix d’excellence de la section agricole du Likès. C’est tout naturellement qu’il reprend la ferme familiale au lieu-dit Pendreff à Pouldreuzic, après une courte expérience de clerc de notaire. Il produit des graines, en particulier le trèfle, qu’il est allé chercher en Espagne, et aime le travail de la terre en compagnie de son cheval Craz. Marié à Marie-Corentine Daniel, alors âgée de 16 ans, il est père de 13 enfants (deux autres sont mort-nés), dont plusieurs travaillent dans son usine. En 1894, lui et sa femme font construire une bâtisse à deux étages à Pendreff. Sa connaissance du terrain lui permet de s'allier à des gens fortunés et de réunir les fonds nécessaires à son projet de conserverie, avec difficulté cependant car il est obligé d'hypothéquer son exploitation.
Dès 1888 il est élu conseiller municipal et le reste pendant presque 20 ans, devenant ensuite adjoint au maire de 1892 à 1925 et maire de Pouldreuzic quand ce dernier est mobilisé pour la Première Guerre mondiale puis élu par les électeurs en 1925. En 1904, il est élu conseiller d’arrondissement, fonction qu'il occupe jusqu'en 1924. Après avoir vécu la « spoliation »[réf. nécessaire] des biens de l'Église par l'État au début du siècle, travaillant des terres qui appartenaient à la paroisse, il devient « réactionnaire » contre les républicains anticléricaux. Populaire auprès de ses compatriotes, il se fait appeler par son prénom (Yann en breton) ou par son surnom affectif Yon Yann (« Oncle Jean »). Il parle autant le breton que le français et porte fièrement le costume traditionnel bigouden.

### Un industriel humaniste

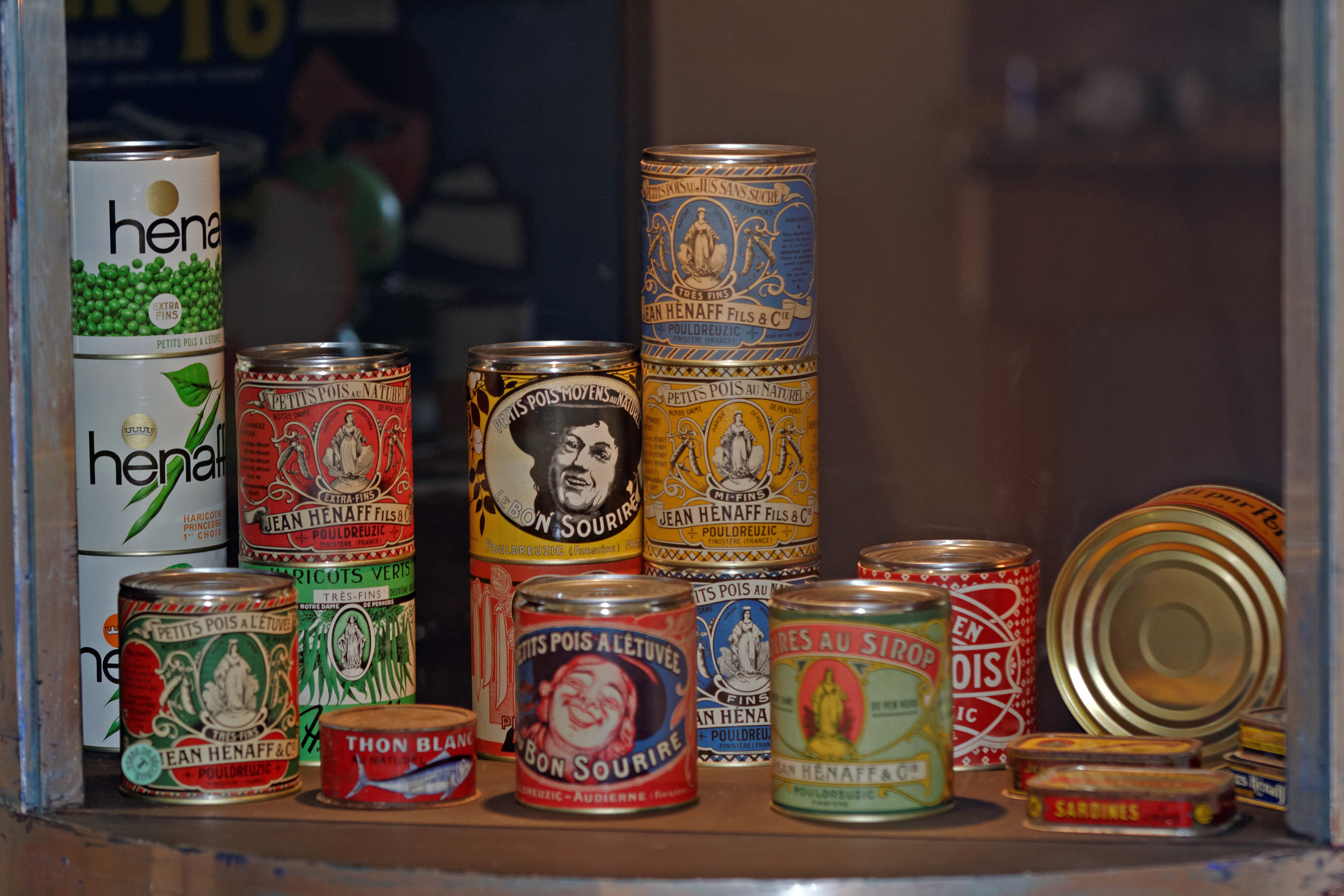
Conserves de petits pois, poires et poissons Hénaff.

En juin 1907, Jean Hénaff ouvre une conserverie de légumes à Pouldreuzic, en association avec Aristide Gantier, un industriel de Quimper, et Joseph Stanislas Moreau de Lizoreux, un ingénieur de Centrale. Les trois associés apportent le capital nécessaire à la construction et au fonctionnement de l'usine, implantée dans le village natal de Jean Hénaff, près d'un ruisseau et d'une future gare. Jean Hénaff souhaite aider ses amis agriculteurs, et lutter contre l'exode du Pays Bigouden ou la mendicité, en permettant aux productions locales de petits pois et de haricots verts de trouver preneurs. Ils étaient jusque-là dépendants des usines de Quimper et de Pont-l'Abbé. « A. Gantier & Cie » tourne durant la saison des récoltes, les petits pois pour commencer, complétés par les haricots verts et les flageolets en 1908. La cueillette, l’équeutage et la mise en boîte est un travail pénible, longtemps fait entièrement à la main. Comme il n'y avait pas encore d'électricité dans la commune, c'est une machine à vapeur qui produisait la force motrice pour faire fonctionner les écosseuses et les sertisseuses (des chaudières à charbon sont utilisées jusqu'en 1995).
Aristide Gantier, en désaccord sur les décisions de gestion, quitte l'affaire en 1912 et reprend une partie des machines qu’il avait apportées. Jean Hénaff et Stanislas Moreau de Lizoreux fondent la société « Jean Hénaff et Cie », à nouveau pour une durée de cinq ans. Ils travaillent pour leurs propres marques, Le Bigouden et Notre-Dame de Penhors, mais aussi en sous-traitance d’une vingtaine de marques. Aux petits pois au naturel s'ajoutent les petits pois à l'étuvée (procédé mis au point en 1913), au beurre, mais aussi la macédoine de légumes et la marmelade de pommes. Il équipe l'usine de machines pour fabriquer des boîtes vides afin de la faire tourner à plein temps.
En 1914, il teste la possibilité de produire du pâté de porc Hénaff pour atténuer le caractère saisonnier des 80 emplois de son entreprise. En 1915, il emploie trente-cinq femmes et jeunes filles, trente hommes, vingt-cinq mousses, qui travaillent douze heures par jour, en préservant le « jour du Seigneur », ce qui ne plaisait pas à Gantier. Toujours dans le respect de ses salariés et dans une optique de qualité, il forme des techniciens, verse aux journaliers un salaire décent et achète les porcs aux « pennti » (fermiers pauvres) sans négocier le prix même s'ils sont accidentés. Il est le premier à produire et à commercialiser le pâté pur porc, dès avril 1915 sous la marque Le Préféré. Il est vendu dans les boîtes de conserve rondes prévues pour le thon, disponibles à proximité, reproduisant pour la viande ce qui est fait avec le poisson. Le succès du pâté vendu dans les boîtes jaunes et bleues est immédiat et la recette de l'assaisonnement, expérimentée par son fils Louis puis affinée jusqu'en 1930, reste secrète.

### Un dirigeant soucieux du développement de son territoire

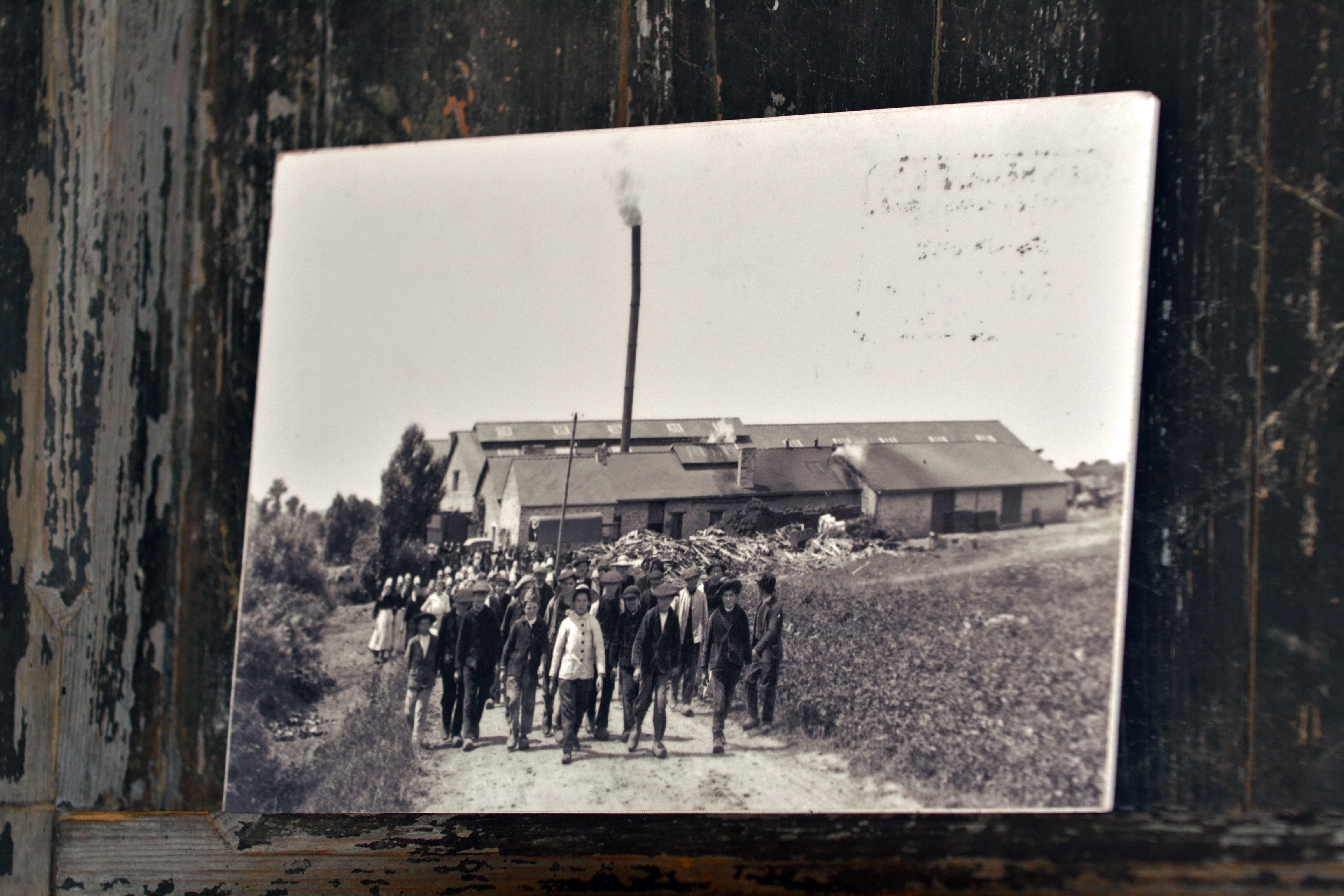
Sortie des ouvriers de l'usine (photo exposée dans la Maison du pâté Hénaff).

En 1917, Stanislas Moreau de Lizoreux se retire à son tour et meurt au Front. À la gare de Pouldreuzic, Jean approvisionne les soldats en partance et reçoit la première commande de la part de la Marine nationale le 14 mai 1917, devenant le pâté préféré des matelots. En 1919, ses fils Jean-Marie et Corentin, de retour de la guerre, rachètent une conserverie de poissons à Poulgoazec près d’Audierne, dirigée par Jean-Marie. En 1923, deux lignes de mise en boîte mécanisée sont installées pour les petits pois. Plus de mille porcs sont abattus en 1925 et la présence à la Foire de Paris de 1927 donne de l’espoir de croissance pour la suite.
Jean Hénaff joue un rôle moteur dans le développement de l'industrie alimentaire bretonne. Son pâté acquiert une réputation grandissante qui dépassera les frontières de la Bretagne. Sa réputation d'honnêteté lui vaut d'obtenir sans trop de difficultés des emprunts afin d'investir à fond, prenant un véritable pari sur l'avenir. L'usine se développe, se mécanise et accueille une scierie pour fabriquer les caisses qui servent au transport des conserves. Pour défendre les valeurs chrétiennes et pour l'égalité des chances, il finance la création de l’école libre Notre-Dame-de-Penhors et paye la scolarité des enfants les plus pauvres, entre quarante et quatre-vingts élèves d’une année à l’autre. Il est banquier pour ses amis, qui n'hésitent pas à aller le consulter pour différentes affaires. Il est vice-président du Comice agricole pendant plus de 20 années.

### Une personnalité engagée

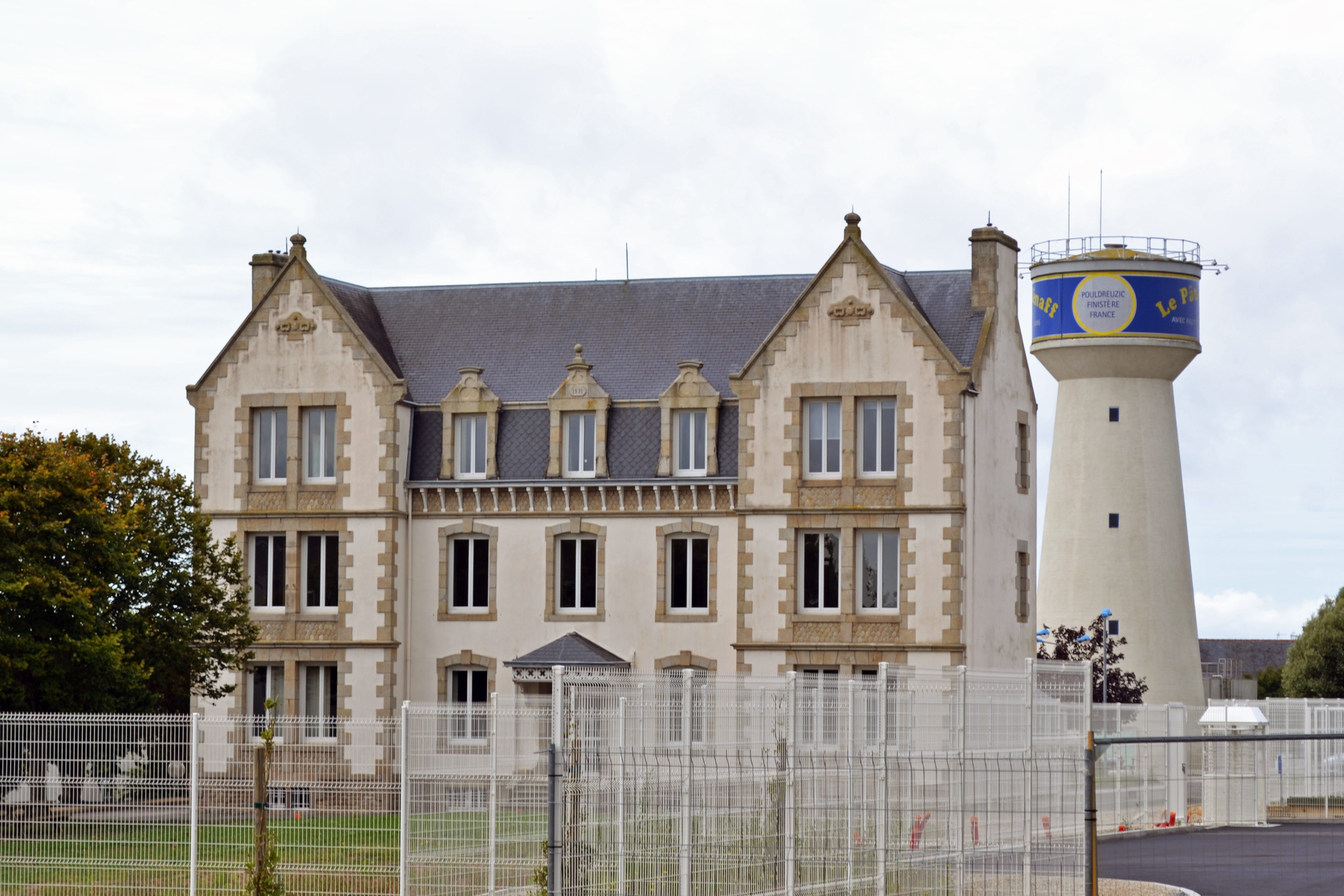
Ker Hastell et le château d'eau près de l'usine à Pouldreuzic.

En 1919 démarre une bataille électorale pour le poste de conseiller général du canton de Plogastel-Saint-Germain. Cinq scrutins sont invalidés en dix-huit mois, entre 1919 et 1921, dans une ambiance de soupçon permanent. Le scrutin en faveur de son adversaire Georges Le Bail, maire républicain de la commune voisine Plozévet, est finalement validé par le Conseil d’État en 1922. Il devient enfin conseiller général en 1925, ainsi que maire de Pouldreuzic.
En 1921, il fait construire sa maison à côté de l’usine, qu’il baptise Ker Hastell (« Le Château »), en référence au lieu qui s'appelait autrefois Park ar C'hastell (« le Champ du château » en breton). Le 31 janvier 1928, il fonde les « Établissements Jean Hénaff & Cie », une société qui regroupe les usines de Pouldreuzic et d’Audierne avec un capital réparti entre lui et quatre de ses fils. En 1935 il se retire des affaires et de sa fonction de maire, puis il abandonne son poste de doyen du conseil général du Finistère en 1938. Jean-Marie, Corentin et Michel gèrent la société, qui prend le nom de « Jean Hénaff fils & Cie » et Corentin est élu maire en 1935. Pour s'occuper, il produit du cidre avec ses pommes. Un jour de grand froid, alors qu’il apporte son cidre à l’atelier de distillation installé à Peumerit, Jean Hénaff est victime d’un malaise. Il meurt peu après, le 26 novembre 1942 à l'âge de 83 ans. Ses obsèques réunissent une foule impressionnante. Sa femme décède le 1er décembre 1949.

## Distinctions
- Chevalier de la Légion d'honneur (1932) distinction attribuée sur décision du Président de la République française, remise par M. Dechaud[6],[n 2]
- Chevalier de l'ordre de Saint-Grégoire-le-Grand (1931) distinction attribuée sur décision du pape Pie XI, remise par Adolphe Duparc[32],[n 3]